# John Glasier
John Glasier (1809-1894) est un marchand et un homme politique canadien du Nouveau-Brunswick.
John Glasier est né à Lincoln, au Nouveau-Brunswick, le 3 septembre 1809.
Marchand de bois, son activité est telle qu'il fera l'objet d'un poème, Glasier’s men, écrit après sa mort par Hiram Alfred Cody. Parallèlement à ses activités professionnelles, il se lance en politique et est élu député du Comté de Sunbury en 1861.
Affilié au parti libéral, il est nommé au sénat le 14 mars 1868 sur avis de John A. Macdonald.
Il est mort du choléra en fonction le {{date de décès]7 juillet 1894}}.